# 村田健郎
村田 健郎（むらた けんろう、1923年10月4日 - 2009年7月27日）は日本の理学者、情報工学者。TAC (コンピュータ)開発、日立製作所で電子計算機の国産化HITAC5020開発、HITAC8800(東京大学大型計算機センターの2号機)開発、1973年頃から数値計算分野、帯行列固有値解析の新算法の開発、元神奈川大学教授。

## 来歴
- 1923年10月4日生まれ、1945年東京帝国大学航空原動機学科を卒業、1951年東京大学理学部数学科を卒業、1952年同大学院前期在学中、弥永昌吉の紹介で同工学部雨宮綾夫の大型電子計算機TACプロジェクトの一員。同僚の中澤喜三郎らと1957年末から1959年1月にTAC(Tokyo Automatic Computer)開発。中澤喜三郎とともに1960年4月日立製作所入社HITAC5020と命名された大型計算機の開発（東京大学大型計算機センター1号機として納入）、工業技術院大型プロジェクト：超高性能電子計算機の開発 、更に、HITAC8800開発（東京大学大型計算機センターの2号機）、1973年頃から数値計算分野に転じ、帯行列固有値解析の新算法の開発。1983年日立製作所を定年退職後、図書館情報大学、神奈川大学教授を歴任。

## 研究・受賞
- 1962年2月　理学博士（東京大学：ブラウン管記憶装置）
- 1965年12月　毎日工業技術賞（電子計算機の国産化HITAC5020）
- 1973年10月　紫綬褒章（超高性能電子計算機の開発）
- 1973年11月　工業技術院長賞（超高性能電子計算機に関する技術の開発）
- 1974年4月　産業技術大賞（高性能電子計算機システムの開発と波及効果）
- 1976年5月　情報処理学会論文賞（対称帯行列を三重対角化するための新アルゴリズム）
- 1988年9月　情報処理学会研究賞（仮想メモリ上での大規模線形計算）

## 著書
- 石田晴久、村田健郎：「超大型コンピューター・システム」、産業図書（1979年）。
- 村田健郎(ほか著):「スーパーコンピュータ：科学技術計算への適用」、丸善、ISBN 4-621-02984-3 (1985年3月)。
- 村田健郎：「線形代数と線形計算法序説」、サイエンス社、ISBN 4-7819-0427-0 (1986年4月)。
- 村田健郎(ほか編著)：「工学における数値シミュレーション：スーパーコンピュータの応用」、ISBN 4-621-03234-8（1988年1月）。
- 村田健郎(ほか著)：「大型数値シミュレーション」、岩波書店、ISBN 4-00-005126-1（1990年2月）。
- 村田健郎：「理工系学生のための基礎数学」、現代数学社、ISBN 4-7687-0216-3（1994年5月)。